# دریاچه طبریه
دریاچهٔ طَبَریه که دریاچهٔ جَلیل (دریاچهٔ گلیل) هم نامیده شده، یک دریاچهٔ آب شیرین در اسرائیل است که تا قبل از سال ۱۹۶۷ و جنگ شش روزه به همراه بلندی‌های جولان به سوریه تعلق داشته‌است. این دریاچه مهمترین منبع تأمین آب اسرائیل می‌باشد.
مساحت دریاچهٔ طبریه ۱۶۶ کیلومتر مربع و بیشینهٔ ژرفای آن حدود ۴۳ متر است. این دریاچه ۲۱۴ متر زیر سطح دریاهای آزاد واقع شده و پست‌ترین دریاچهٔ آب شیرین جهان بوده و پس از دریای مرده پست‌ترین دریاچهٔ کرهٔ زمین به‌شمار می‌آید.
آب دریاچهٔ طبریه از چشمه‌های زیرزمینی و رود اردن تأمین می‌شود. این رود به سمت شمال حرکت کرده و در ناحیه دشت غور به جنوب این دریاچه می‌ریزد. رود اردن نیز خود از بلندی‌های جولان سرچشمه می‌گیرد.
به جز رود اردن (نهرالشریعه) دو رود عین‌الزیتون و به نام دیگر وادی‌السلامه، و وادی‌السمک هم وارد این دریاچه می‌شود. کرانهٔ خاوری آن از خود دریاچه بلندتر است و گرداگرد آن را کوه فراگرفته‌است. دشت پهناور غور هم ساحلی از آن را تشکیل می‌دهد.

## پیشینه
شهر طبریه که یکی از چهار شهر مقدس یهود به‌شمار می‌آید در کنار این دریاچه واقع شده‌است. منسوب به طبریه را طبرانی می‌گویند.
صلاح‌الدین ایوبی فرانک‌ها را در سومین جنگ صلیبی معروف به جنگ حطین در کنار این دریاچه شکست داد. در داستان‌های قدیم می‌پنداشتند که آرامگاه سلیمان در این دریاچه باید باشد.
این دریاچه مهمترین منبع آب شیرین اسرائیل به‌شمار می‌آید و از دیدگاه راهبردی برای اسرائیل دارای اهمیت بسیاری است.